# Barry McNamee Memorial Trophy
Barry McNamee Memorial Trophy — пригласительный снукерный турнир, который проходит в Северной Ирландии.
Турнир был организован Патриком Уоллесом, другом Барри Макнэми. Макнэми, который сам был профессиональным снукеристом, погиб в автомобильной аварии в марте 2002 года, и поэтому турнир был назван в его честь. 
В Barry McNamee Memorial Trophy участвуют главным образом игроки (как любители, так и профессионалы) из Северной Ирландии и Республики Ирландия.

## Победители
| Год  | Место проведения | Победитель    | Финалист       | Счёт |
| ---- | ---------------- | ------------- | -------------- | ---- |
| 2003 | Данганнон        | Кен Доэрти    | Джо Свэйл      | 6:5  |
| 2004 | Данганнон        | Марк Аллен    | Кирен Макмахон | 6:1  |
| 2005 | Белфаст          | Марк Аллен    | Джо Делэни     | 6:5  |
| 2006 | Данганнон        | Джо Свэйл     | Джордан Браун  | 6:1  |
| 2007 | Данганнон        | Марк Аллен    | Джо Свэйл      | 3:1  |
| 2008 | Данганнон        | Джо Свэйл     | Дэвид Моррис   | 3:1  |
| 2009 | Данганнон        | Джордан Браун | Джо Свэйл      | 3:1  |
| 2010 | Данганнон        | Патрик Уоллес | Дэвид Моррис   | 3:1  |